# Johann Salomo Christoph Schweigger

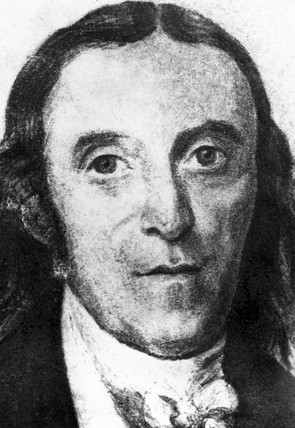
Johann Salomo Christoph Schweigger

Johann Salomo Christoph Schweigger (* 8. April 1779 in Erlangen; † 6. September 1857 in Halle an der Saale) war ein deutscher Physiker und Chemiker.

## Leben

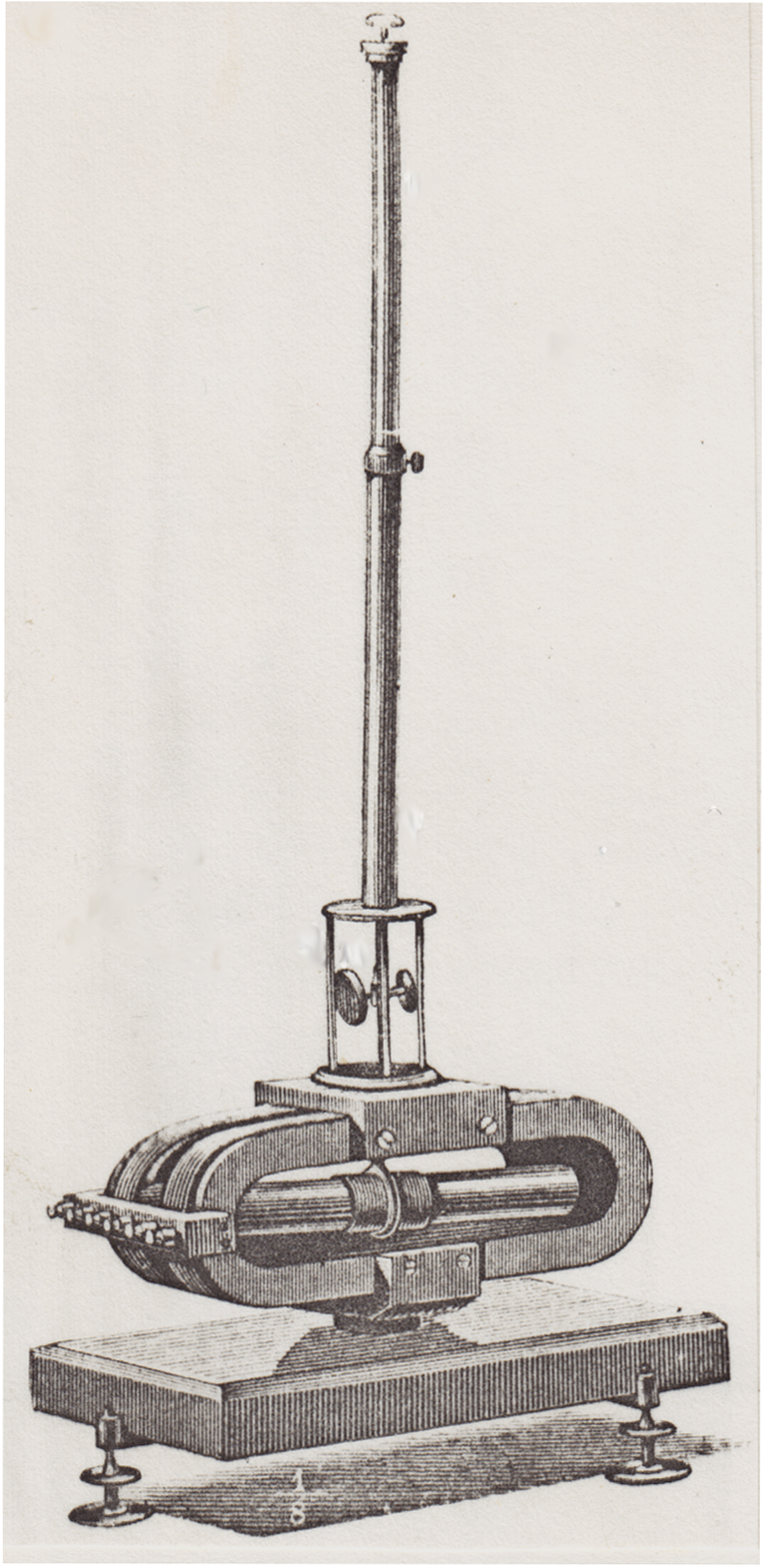
Der von ihm entwickelte und zunächst nach ihm benannte Schweigger-Multiplikator wurde auf seine Initiative hin nach Luigi Galvani (1737–1798) Galvanometer genannt

Johann Salomo Christoph Schweigger war der Sohn von Friedrich Christian Lorenz Schweigger, der von 1786 bis zu seinem Tod 1802 außerordentlicher Theologieprofessor in Erlangen war. Er studierte zunächst in Erlangen Philosophie. Seine Dissertation beschäftigte sich mit der Homerischen Frage, die von Friedrich August Wolf neu aufgeworfen worden war. Hiermit habilitierte er sich auch als Privatdozent, ließ sich dann aber von Johann Tobias Mayer, Georg Friedrich Hildebrandt (1764–1816) und Karl Christian Landsdorff zu einem Wechsel in die Naturwissenschaften umstimmen und hielt drei Jahre lang, bis 1803, als Privatdozent in Erlangen Vorlesungen aus diesen Gebieten
Im Oktober 1803 wurde er als Professor am Gymnasium in Bayreuth und 1811 in Nürnberg an der Polytechnischen Schule angestellt. Von 1816 bis 1819 war Schweigger ordentlicher Professor der Philosophie und lehrte Physik und Chemie in Erlangen. 1816 wurde er zum Mitglied der Leopoldina gewählt. 1819 ging er an die Universität Halle. In Bayreuth wurde er Mitglied der Freimaurerloge Zur Sonne.
Die physikalischen Arbeiten Schweiggers beziehen sich auf elektrische Themen. Bereits 1808 hatte er Elektrometer zur Messung der elektrischen Kraft durch die magnetische konstruiert. Unmittelbar nach Oersteds Entdeckung erfand Schweigger 1820 den elektromagnetischen Multiplikator (Bild), der seinen Namen führte (Schweigger-Multiplikator). Dies war ein galvanisches Strommessgerät mit Drahtwickelung, später Galvanometer genannt. Es besaß eine Magnetnadel wie bei Oersted, die mehrmals mit einem Draht umwickelt war. Die Nadel wurde durch die Magnetwirkung des elektrischen Stromes abgelenkt und zeigte so seine Stärke an.
1811 übernahm er die Herausgabe des Journals für Chemie und Physik von Adolf Gehlen  (1775–1815). Er selbst begründete als Fortsetzung dieser Zeitschrift das Jahrbuch für Chemie und Physik, das er später dem Adoptivsohn seines Bruders August Friedrich Schweigger, dem Professor der Medizin Franz Wilhelm Schweigger-Seidel überließ.
Er war der Vater von Karl Ernst Theodor Schweigger und Doktorvater von Wilhelm Eduard Weber.
Johann Salomo Christoph Schweigger starb am 6. September 1857 in Halle an der Saale.

## Werke
- Einleitung in die Mythologie auf dem Standpunkte der Naturwissenschaft. Halle (1836)
- Über naturwissenschaftliche Mysterien in ihrem Verhältnis zur Litteratur des Altertums. Halle (1843)
- Über das Elektron der Alten. Greifswald (1848)
- Über die stöchiometrischen Reihen. Halle (1853)